# Usmate Velate
Usmate Velate ist eine norditalienische Gemeinde (comune) mit 10.611 Einwohnern (Stand 31. Dezember 2023) in der Provinz Monza und Brianza in der Lombardei. Die Gemeinde liegt etwa 10 Kilometer nordöstlich von Monza und etwa 24 Kilometer nordöstlich von Mailand. Sie grenzt unmittelbar an die Provinz Lecco.

## Geschichte
Die Ortschaft Usmate soll mit der antiken Siedlung Uocimate übereinstimmen, während Velates erste Erwähnung auf das Jahr 920 datiert. 
1869 bilden Usmate und Velate gemeinsam die Gemeinde Usmate Velate.

## Verkehr
Bei Usmate Velate geht die Autostrada A51, die Nord-Ost-Tangenziale Mailands, in die frühere Strada Statale 342dir (Briantea) über, die nunmehr zur Provinzstraße herabgestuft wurde. In der Nachbargemeinde Carnate befindet sich der Bahnhof Carnate-Usmate an den Strecken von Monza nach Lecco und von Seregno nach Bergamo. Zudem besteht mit der S8 Anschluss an die S-Bahn Mailand.